# شيمون مارتشينياك
سيمون مارتشينياك (بالبولندية: Szymon Marciniak) من مواليد 7 يوليو 1981م بمدينة بوتسك البولندية، حكم دولي بولندي، قرر الاتحاد الدولي لكرة القدم اعتماده حكما دوليا في سنة 2011. حكم نهائي كأس العالم لكرة القدم 2022 بين الأرجنتين وفرنسا في 18 ديسمبر 2022 في لوسيل قطر،كأس السوبر الأوروبي 2018، وكذلك نهائي دوري أبطال أوروبا موسم 2022-2023

## روابط خارجية
- سيمون مارتشينياك على موقع IMDb (الإنجليزية)
- سيمون مارتشينياك على موقع Soccerway.com (الإنجليزية)